# Churchill College
Churchill College est un collège de l'université de Cambridge. Fondé en 1960 à l'initiative de Winston Churchill, il s'agit d'un lieu d'études à vocation essentiellement scientifique, mais qui accueille également en minorité les disciplines littéraires et artistiques.

## Histoire
Impressionné par le Massachusetts Institute of Technology, Winston Churchill voulait créer une institution semblable en Grande-Bretagne. Il a finalement remplacé son intention première par la proposition plus modeste de créer à Cambridge un collège orienté vers la science et la technologie dans l'université, idée qui se concrétisa dans la fondation de Churchill College en 1960. Winston Churchill souhaitait mélanger les disciplines scientifiques avec des non-scientifiques, afin de garantir une formation et un environnement propices aux étudiants et aux professeurs.

## Importantes figures du collège

### Maîtres
Le collège Churchill a eu a jusqu'ici sept maîtres : 
- Sir John Cockcroft (maître 1959-67), prix Nobel de physique, pour ses travaux sur l'atome.
- Sir William Hawthorne (maître 1968-83), ingénieur de turbomoteurs à injection
- Sir Hermann Bondi (maître 1983-90), cosmologue
- Sir Alec Broers (maître 1990-96), nano-technologue
- Sir John Boyd (en) (maître 1996 - 2006), ex-ambassadeur britannique au Japon
- Sir David Wallace (maître 2006-2014), vice-président de la Royal Society
- Dame Athene Donald (maître depuis 2014), professeure de physique expérimentale à l'université de Cambridge, fellow de la Royal Society.

### Enseignants célèbres
- Robert G. Edwards (physiologiste)
- George Steiner (linguiste, critique littéraire et philosophe)[1]
- Ghil'ad Zuckermann (linguiste)

### Prix Nobelen lien avec le collège
- Philip Warren Anderson, prix Nobel de physique 1977
- John Cockcroft, prix Nobel de physique 1951
- Francis Crick, prix Nobel de médecine ou physiologie 1962
- Angus Deaton, prix Nobel d'économie 2015 (overseas fellow)
- Gérard Debreu, prix Nobel d'économie 1983
- Peter Diamond, prix Nobel d'économie 2010 (overseas fellow)
- Robert G. Edwards, prix Nobel de médecine ou physiologie 2010
- John Gurdon, prix Nobel de médecine ou physiologie 2012
- Antony Hewish, prix Nobel de physique 1974
- William Lipscomb, prix Nobel de chimie 1976 (overseas fellow)
- Mario Vargas Llosa, prix Nobel de littérature 2010 (overseas fellow)
- Eric Maskin, prix Nobel d'économie 2007 (overseas fellow)
- Paul Nurse, prix Nobel de médecine ou physiologie 2001
- Wole Soyinka, prix Nobel de littérature 1986 (overseas fellow)
- David Thouless, prix Nobel de physique 2016 (fellow)
- Roger Tsien, prix Nobel de chimie 2008

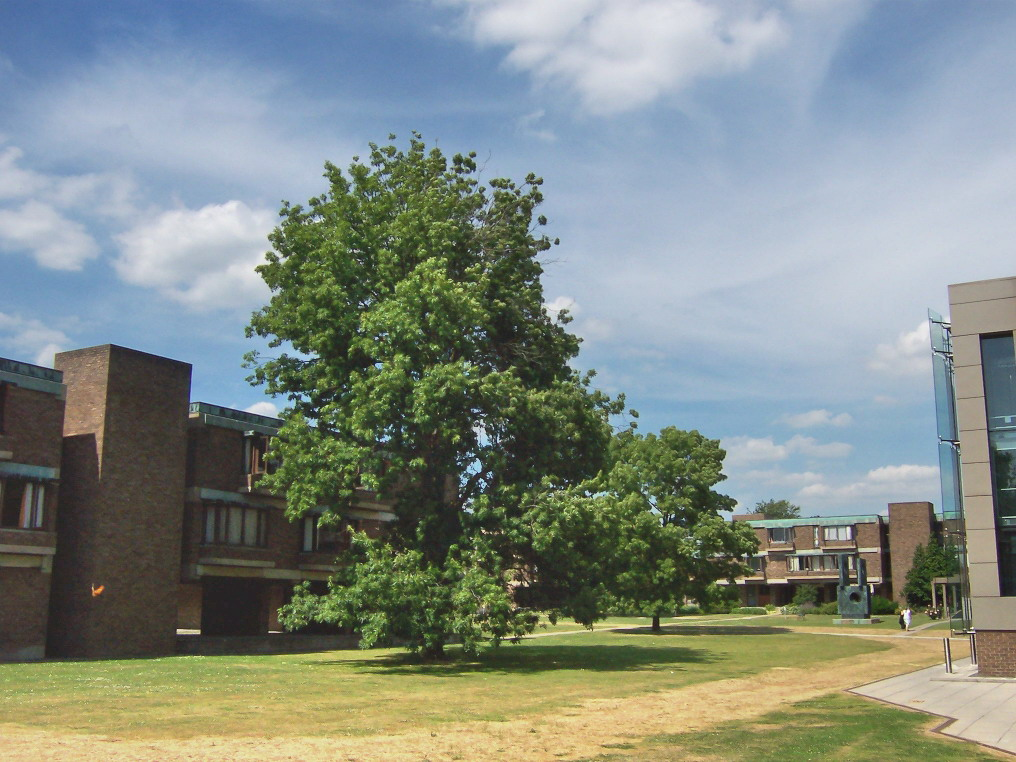
Vue des bâtiments.
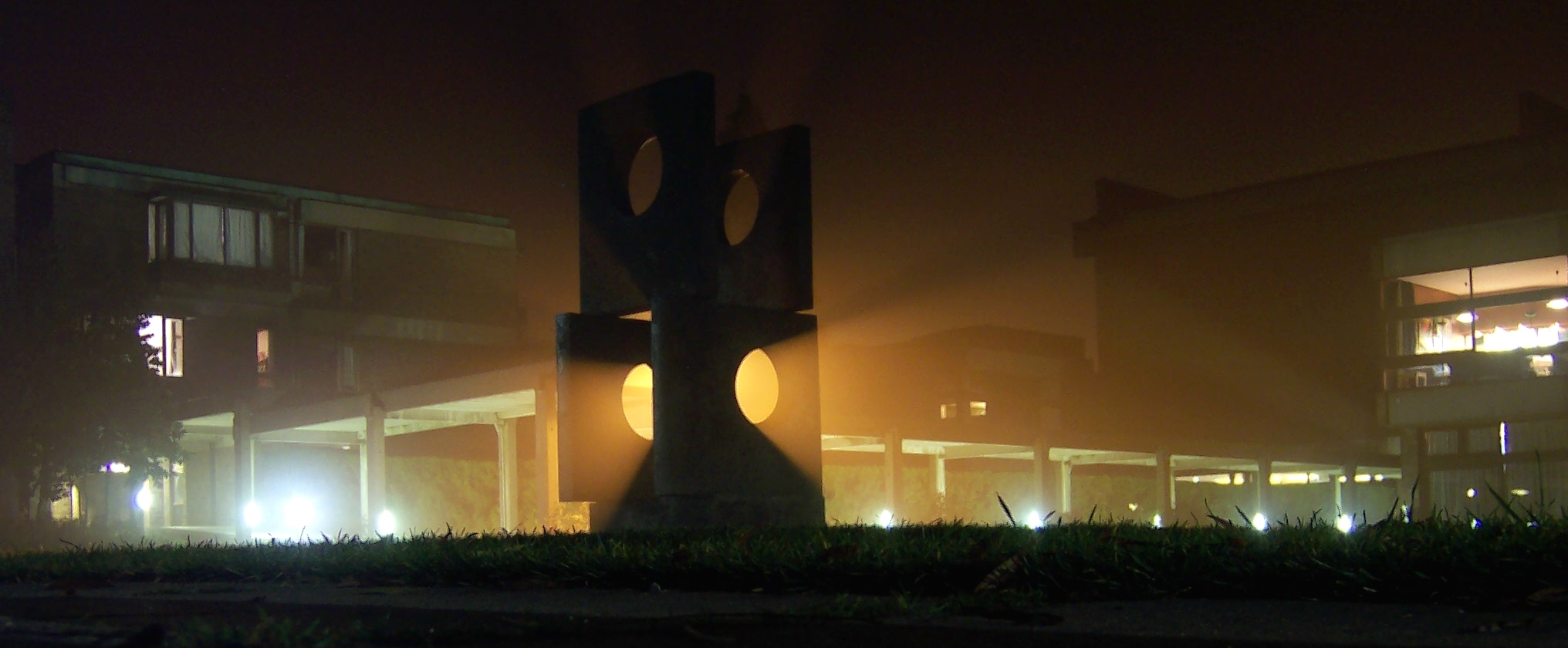
Four Square Walk through, 1966, de Barbara Hepworth